# Fodina kebea
Fodina kebea är en fjärilsart som beskrevs av Bethune-Baker 1906. Fodina kebea ingår i släktet Fodina och familjen nattflyn. Inga underarter finns listade i Catalogue of Life.